# 3β-雄烷二醇
3β-雄烷二醇（英語：3β-Androstanediol，缩写3β-diol，全称5α-雄烷-3β,17β-二醇，5α-androstane-3β,17β-diol）是一种内源性的甾体激素，有较强的雌激素活性。3β-雄烷二醇可由脱氢表雄酮经5α還原酶17β-羟基类固醇脱氢酶转化而来。